# Boulder Lake (Antarktika)
Der Boulder Lake (englisch für Felsbrockensee) ist ein zugefrorener See an der Ingrid-Christensen-Küste des ostantarktischen Prinzessin-Elisabeth-Lands. Er liegt unter überhängendem Inlandeis rund 2,5 km südlich der Law-Racoviță-Station in den Larsemann Hills.
Wissenschaftler einer von 1986 bis 1987 durchgeführten ANARE-Kampagne benannten ihn nach den Felsbrocken am Ost- und Westufer des Sees.